# HD 141913
HD 141913，又名CP-60 6191，SAO 253344、HR 5898，是一颗恒星，视星等为6.15，位于銀經323.56，銀緯-5.45，其B1900.0坐标为赤經15h 46m 24.9s，赤緯-60° -5.45′ 44″。